# 1771 en philosophie
Chronologie de la philosophie
- 1767
- 1768
- 1769
- 1770
- 1771
- 1772
- 1773
- 1774
- 1775

L’année 1771 a été marquée, en philosophie, par les événements suivants :

## Publications
- L'art de se taire, principalement en matière de religion est publié par l'Abbé Dinouart en 1771. Néanmoins, l'ouvrage est ouvertement inspiré par des publications du siècle précédent :

- Jean-Jacques Rousseau : 
  - Considérations sur le gouvernement de Pologne;
  - Pygmalion.

- Antoine-Jacques Roustan : Réponse aux difficultés d'un théiste, ou supplément aux lettres sur l'état présent du christianisme : à quoi l'on a joint un sermon sur la révocation de l'Édit de Nantes, T. Brewman, 1771